# Bisdom Marabá
Het bisdom Marabá (Latijn: Dioecesis Marabensis) is een rooms-katholiek bisdom met als zetel Marabá, in Brazilië. Het bisdom is suffragaan aan het aartsbisdom Belém do Pará.

## Geschiedenis
Het bisdom werd opgericht op 18 juli 1911 als de territoriale prelatuur Santíssima Conceição do Araguaia, uit delen van het aartsbisdom Belém do Pará. Op 20 december 1969 veranderde het van naam, naar territoriale prelatuur Marabá. Op 16 oktober 1979 werd het verheven tot bisdom. Het bisdom verloor meermaals gebied bij de oprichting van de territoriale prelaturen Xingu (1934), São Félix (1969), Santíssima Conceição do Araguaia (1976) en Alto Xingu-Tucumã (2019). De gemeente Itupiranga werd in 1976 toegevoegd vanuit de territoriale prelatuur Cametá. 

## Parochies
Het bisdom had in 2021 een oppervlakte van 81.832 km2 en telde 837.497 inwoners waarvan 48,% rooms-katholiek was.

## Bisschoppen
- Raymond Dominique Carrerot (26 augustus 1912 - 30 juli 1920)
- Sebastião Thomás (18 december 1924 - 19 december 1945)
- Luís António Palha Teixeira (20 februari 1951 - 10 november 1976; apostolisch administrator sinds 2 januari 1948)
  - Tomás Balduino (coadjutor: 15 augustus 1967 - 10 november 1967)
  - Estêvão Cardoso de Avellar (coadjutor: 6 augustus 1971 - 27 maart 1976)
- Alano Maria Pena (10 november 1976 - 11 juli 1985; coadjutor sinds 14 juli 1976)
- Altamiro Rossato (8 december 1985 - 15 maart 1989)
- José Vieira de Lima (18 april 1990  - 11 november 1998)
- José Foralosso (12 januari 2000 - 25 april 2012)
- Vital Corbellini (10 oktober 2012 - heden)

Belém do Pará (aartsbisdom) · Abaetetuba · Bragança do Pará · Cametá · Castanhal · Macapá · Marabá · Marajó (territoriale prelatuur) · Ponta de Pedras · Santíssima Conceição do Araguaia